# Gerrodes longipes
Gerrodes longipes là một loài bướm đêm trong họ Noctuidae.